# Napoli Teatro Festival Italia
Il Napoli Teatro Festival Italia è un festival internazionale che si svolge ogni anno nel mese di giugno nella città di Napoli. L'organizzazione del Festival seleziona, produce e commissiona spettacoli teatrali, mostre, performance artistiche coinvolgendo artisti provenienti da tutto il mondo per l'elaborazione e la rappresentazione di creazioni di carattere internazionale e multiculturale. Oltre le attività di spettacolo, il Festival propone la creazione di partnership progettuali e produttive con istituzioni culturali nazionali ed internazionali, la promozione di attività di formazione e perfezionamento professionale, la valorizzazione di siti storico-monumentali e di archeologia industriale promossi come sede di spettacoli. Il Festival inoltre promuove e produce la Compagnia Teatrale Europea, la prima formazione teatrale composta da attori professionisti provenienti da paesi dell'Unione europea.

## Storia
Nel 2006 il Ministero per i Beni e le Attività Culturali istituì un bando per la realizzazione di un festival teatrale di livello internazionale in grado di confrontarsi con modelli europei consolidati quali il Festival Internazionale di Edimburgo ed il Festival di Avignone. Al bando parteciparono numerose città italiane con una grande tradizione teatrale come Milano, Venezia, Genova e Napoli, la scelta ricadde sulla città pertenopea. Nell'agosto 2007 la Regione Campania istituì la Fondazione Campania dei Festival, sotto la presidenza di Rachele Furfaro, al fine di realizzare il progetto di un primo Festival teatrale a Napoli, che si tenne in una sorta di prologo nel 2007, diretto da Roberta Carlotto, allora anche direttore artistico del Teatro Mercadante. A quel prologo parteciparono diverse compagnie italiane e straniere, iniziative importanti e innovative come il progetto pedagogico "Arrevuoto" ideato e diretto da Marco Martinelli e il premio "Nuove Sensibilità" in collaborazione con l'ETI. Alla direzione artistica e organizzativa fu poi chiamato Renato Quaglia, già direttore organizzativo della Biennale di Venezia, a cui sono succeduti, dal 2011 al 2014, Luca De Fusco, Franco Dragone, direttore per l'edizione 2016 del NTFI e, dal novembre 2016, Ruggero Cappuccio.

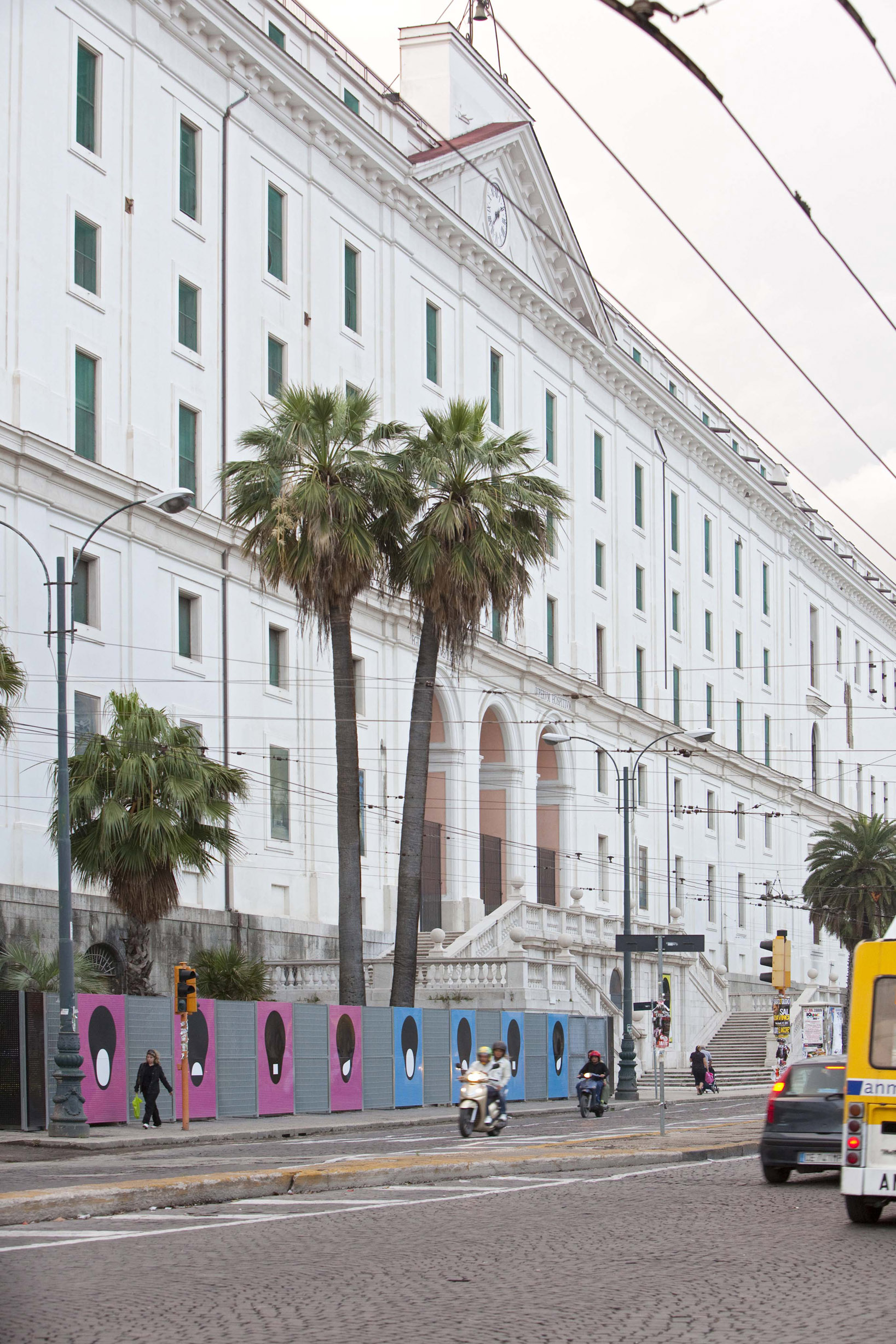
Il Real Albergo dei Poveri di Napoli durante il Napoli Teatro Festival Italia

## Edizioni
La prima edizione, nel giugno 2008, ha registrato la partecipazione di oltre 2000 artisti provenienti da 17 Paesi. Le opere originali, ideate espressamente per il Festival, sono state 17, su 40 debutti totali.
La seconda edizione del Festival, nel giugno 2009, si è arricchita con l'istituzione di un Festival d'oltremare (in collaborazione con il Teatro di San Carlo) e di un Fringe Festival. In totale, sono stati 83 gli spettacoli messi in scena con la partecipazione di artisti da 24 Paesi, superando i 70.000 spettatori. Il capoluogo partenopeo, nel 2017 festeggia il 10ennale del festival: la sede scelta come centro della manifestazione è il Palazzo Reale, per una edizione ricca e multidisciplinare con 35 giorni di spettacolo, 11 sezioni, 54 rappresentazioni di prosa e danza, 10 laboratori di alta formazione, 40 concerti, 2 mostre, 10 letture, 10 film, 24 luoghi coinvolti: 95 eventi in tutto.

## Luoghi
Il Napoli Teatro Festival Italia è un evento che si svolge su tutta l'area metropolitana della città di Napoli: infatti oltre a numerosi teatri cittadini (Teatro di San Carlo, Teatro Bellini, Mercadante - Teatro Stabile di Napoli, etc.), le rappresentazioni sono realizzate in strutture non teatrali. Come il Real Albergo dei Poveri, diventato ormai uno dei luoghi del Festival, e altri palcoscenici scelti occasionalmente gli spettacoli, come la Darsena Acton, il tetto dell'Accademia delle Belle Arti, i Sotterranei della città, chiese e monumenti. Per la decima edizione della manifestazione, casa del festival è Palazzo Reale di Napoli; palcoscenici sono allestiti anche a Villa Pignatelli, all'Accademia di Belle Arti e nelle principali città della Campania. Coinvolti come spazi scenici anche le vetrine della città di Napoli, il Teatro Bellini trasformato nel Globe elisabettiano e il Teatro Grande di Pompei. Teatro a cielo aperto della manifestazione diventa la periferia urbana di San Giovanni a Teduccio.

## Laboratori
Sin dalla prima edizione il Napoli Teatro Festival Italia ha dedicato attenzione alla formazione teatrale, organizzando laboratori diretti da alcuni protagonisti del Festival.
Per la stagione 2008 è stato istituito, in collaborazione con il National Theatre Studio di Londra, un workshop diretto da quattro drammaturghi e registi di nazionalità italiana e britannica: l'autore Manlio Santanelli ha lavorato con il regista scozzese Matthew Lenton, mentre la drammaturga Timberlake Wertenbaker ha collaborato con il regista Claudio Di Palma. La partecipazione di questi artisti al progetto del Festival è proseguita nel'edizione 2009 con la messa in scena di Napoli non si misura con la mente di Manlio Santanelli e di Interiors di Matthew Lenton.
Per l'edizione 2009, i workshop sono stati guidati dal Teatro de los Sentidos, da Matthias Langhoff, da Nidal Al Ackhar, da Lukas Hemleb. Tra gli artisti coinvolti, il Teatro de los Sentidos di Enrique Vargas, che si era già distinto per lo spettacolo Cosa deve fare Napoli per rimanere in equilibrio sopra un uovo, mentre Matthias Langhoff ha curato Paradise of Working, un workshop di regia presentato come seconda sessione di Working for Paradise, un laboratorio sul tema del lavoro svolto tra Berlino e Napoli. Nidal Al Ackhar – che ha partecipato al Festival 2009 con In front of the Embassy gate the night was long – ha curato un workshop sulle tecniche e sulle possibilità espressive dell'improvvisazione. Infine Lukas Hemleb è stato invitato a curare 1003 (mille e tre), un laboratorio teatrale dedicato alla figura di Don Giovanni che ha coinvolto William Nadylam e la Compagnia Teatrale Europea.
La decima edizione del NTFI dedica un'intera sezione alla formazione gratuita, proponendo 10 laboratori di arti sceniche: Peter Brook e Marie Hélène Estienne realizzano un itinerario di ricerca teatrale con giovani registi e drammaturghi partendo dal saggio neurologico di Oliver Sacks L’uomo che scambiò sua moglie per un cappello; Nekrosius guida un’attività basata su diversi testi e in particolare sul Don Chisciotte di Cervantes. E ancora Tomi Janežič lavora sulla tecnica dello psicodramma nell'ambito del suo Principles in Acting; Il Segreto delle Guarattelle è al centro del percorso proposto dal maestro Brunello Leone sull’antica arte delle guarattelle napoletane. 
Laura Curino lavora invece sull’agiografia di personaggi storici e leggendari in un laboratorio dedicato al teatro di narrazione. Spiro Scimone e Francesco Sframeli propongono un percorso laboratoriale sulla pratica e l’attività relative alle drammaturgie internazionali e Andrea Renzi approfondisce le consapevolezze dell’attore nella relazione con i suoi strumenti di espressione nel laboratorio intitolato La regola del gioco. Il mare è motivo ispiratore di immagini per Elena Bucci che conduce un lavoro incentrato sul tema del naufragio; Mozzarella NIGGA LAB di Maurizio Capone insegna a costruire e suonare strumenti realizzati con materiali riciclati; Enzo Marangelo rievoca il ritmo ancestrale del rapporto uomo-terra ponendo una relazione tra il corpo dell'attore e la materia creativa e atavica della madre-terra.

## E45 Napoli Fringe Festival
Dal 2009, su iniziativa del Festival che ne affida l'organizzazione all'associazione Interno 5, nasce l’E45 Napoli Fringe Festival, il festival ‘off’ che, come già accade in diverse rassegne internazionali, promuove autori e artisti emergenti. Il Fringe Festival napoletano prende nome dalla E45, la strada che, partendo da Karesuvanto in Finlandia, arriva fino a Gela in Sicilia, passando da Napoli. La prima edizione dell'E45 ha portato in scena 27 spettacoli, scelti tra una selezione molto ampia di proposte, in diversi teatri della città e due degli spettacoli messi in scena sono stati selezionati per l'edizione 2010 del Festival. L'edizione 2010 dell'E45 Napoli Fringe Festival presenterà 39 spettacoli selezionati tra gli oltre 250 progetti originali presentati.

## Impegno per l'ambiente
Il Napoli Teatro Festival Italia ha raggiunto i più alti standard in materia di “ecosostenibilità” e compatibilità ambientale: sin dalla sua prima edizione infatti il Festival ha ottenuto la certificazione richiesta la norma ISO 14001 (sui sistemi di gestione ambientale) e il regolamento EMAS (il sistema comunitario di ecogestione). La gestione sostenibile della rassegna è stata garantita attraverso il monitoraggio dell'impatto ambientale delle sue attività, dal funzionamento degli uffici alla realizzazione delle scenografie, dalla conduzione dei cantieri e dei trasporti, ai consumi energetici e altri fattori inquinanti. Inoltre, lo svolgimento del Festival è assicurato dall'impiego di energia solare prodotta in un impianto fotovoltaico in via di realizzazione.

## Compagnia Teatrale Europea
La Compagnia Teatrale Europea nasce nel 2008, su iniziativa del Napoli Teatro Festival Italia, come progetto di lavoro sulle lingue e sui temi della multiculturalità e dell'incontro tra le diverse tradizioni teatrali. Non è una compagnia stabile ma un ensemble di attori provenienti da differenti paesi europei che recitano ognuno nella propria lingua. Il progetto viene affidato ogni anno a un regista diverso ed è finalizzato alla messa in scena una rappresentazione promossa e prodotta dal Napoli Teatro Festival Italia.
Nel 2008 la Compagnia Teatrale Europea è stata affidata a Virginio Liberti e Annalisa Bianco ed ha realizzato una messinscena de Le Troiane. Nel 2009 è stata affidata a David Lescot che ha scritto e curato la regia di L'Européenne, spettacolo coprodotto con il Théâtre de la Ville di Parigi. Per l'edizione 2010 il regista inglese Alexander Zeldin metterà in scena Romeo e Giulietta coprodotto con il Théâtre de la Ville di Parigi, il National Theatre Studio di Londra e il Teatro Stabile di Napoli con artisti italiani, inglesi e cittadini immigrati di seconda generazione appartenenti a comunità che risiedono da anni in Italia.

## Produzioni e Coproduzioni

### Stagione 2008

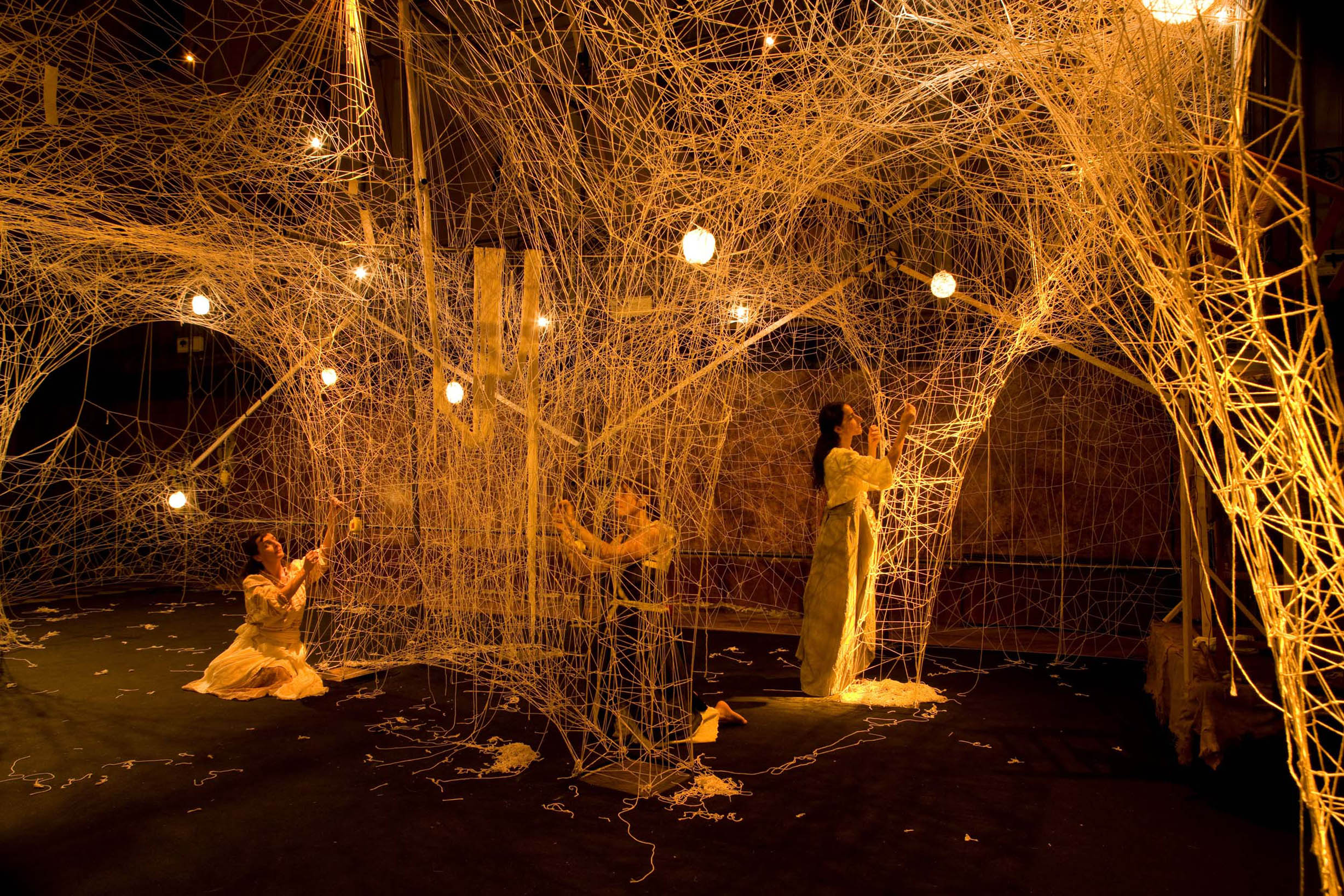
Cosa deve fare Napoli per rimanere in equilibrio sopra un uovo, di Enrique Vargas - regia Enrique Vargas

- Le Troiane da Le Troiane di Euripide regia Annalisa Bianco e Virginio Liberti in collaborazione con Ministério da Cultura (Portogallo), INAEM - Ministerio de Cultura (Spagna), Festival de Mérida (Spagna), Centro Cultural de Belém (Portogallo), La Comédie de Reims (Francia), C.R.E.P.A. di Bruxelles (Belgio), Teatro Nacional Dona Maria II di Lisbona (Portogallo) in coproduzione con CSS Teatro stabile di innovazione del Friuli-Venezia Giulia
- England di Tim Crouch regia Carlo Cerciello in collaborazione con MADRE - Museo d’Arte contemporanea Donna REgina e Gallerie d'Arte Contemporanea della città di Napoli: Dina Caròla, Studio Trisorio, Franco Riccardo Arti Visive, TRIP, Mimmo Scognamiglio, Changing Role-Move Over Gallery, PrimoPiano, NOTgallery, Raucci/Santamaria, Alfonso Artiaco, Fondazione Morra Greco, Galleria Umberto di Marino, Arte Contemporanea, Associazione Culturale Sabu-Largo Baracche, Al Blu di Prussia
- Assedio delle ceneri un progetto a cura di Gabriele Frasca prediche originali di Luciano Barca, Stefano Boeri, Alessandro Dal Lago, Luca Doninelli, Jolanda Insana, Giacomo Lubrano, Piergiorgio Odifreddi, Tommaso Ottonieri, Patrizia Valduga, Lello Voce regia e musica di Roberto Paci Dalò - Giardini Pensili
- Ubu Buur, drammaturgia e regia di Marco Martinelli, con Ermanna Montanari e Mandiaye N'Diaye, in collaborazione con Teatro delle Albe- Ravenna Teatro, Ravenna Festival, Diol Kadd Theatre, Festival de Francophonie de Limoges, Le Manège de Mons.
- Cantata per lo sposalizio del Principe di Sansevero di Mariano Bauduin e Alessandro De Simone testo e regia Mariano Bauduin musiche Alessandro De Simone
- Cosa deve fare Napoli per rimanere in equilibrio sopra un uovo di Enrique Vargas regia Enrique Vargas in coproduzione con Teatro de los Sentidos produzione esecutiva Associazione culturale Interno 5
- L'inseguitore di Tiziano Scarpa regia Arturo Cirillo produzione Napoli Teatro Festival Italia e Mercadante Teatro Stabile di Napoli
- Médée di Max Rouquette regia Jean-Louis Martinelli coproduzione Théâtre Nanterre-Amandiers (Francia) e Napoli Teatro Festival Italia
- Don Giovanni ossia Il Convitato di pietra di Giovanni Bertati uno spettacolo ideato e costruito da Piermario Vescovo e Antonella Zaggia coproduzione Napoli Teatro Festival Italia, Miranoteatro Srl - Comune di Mirano

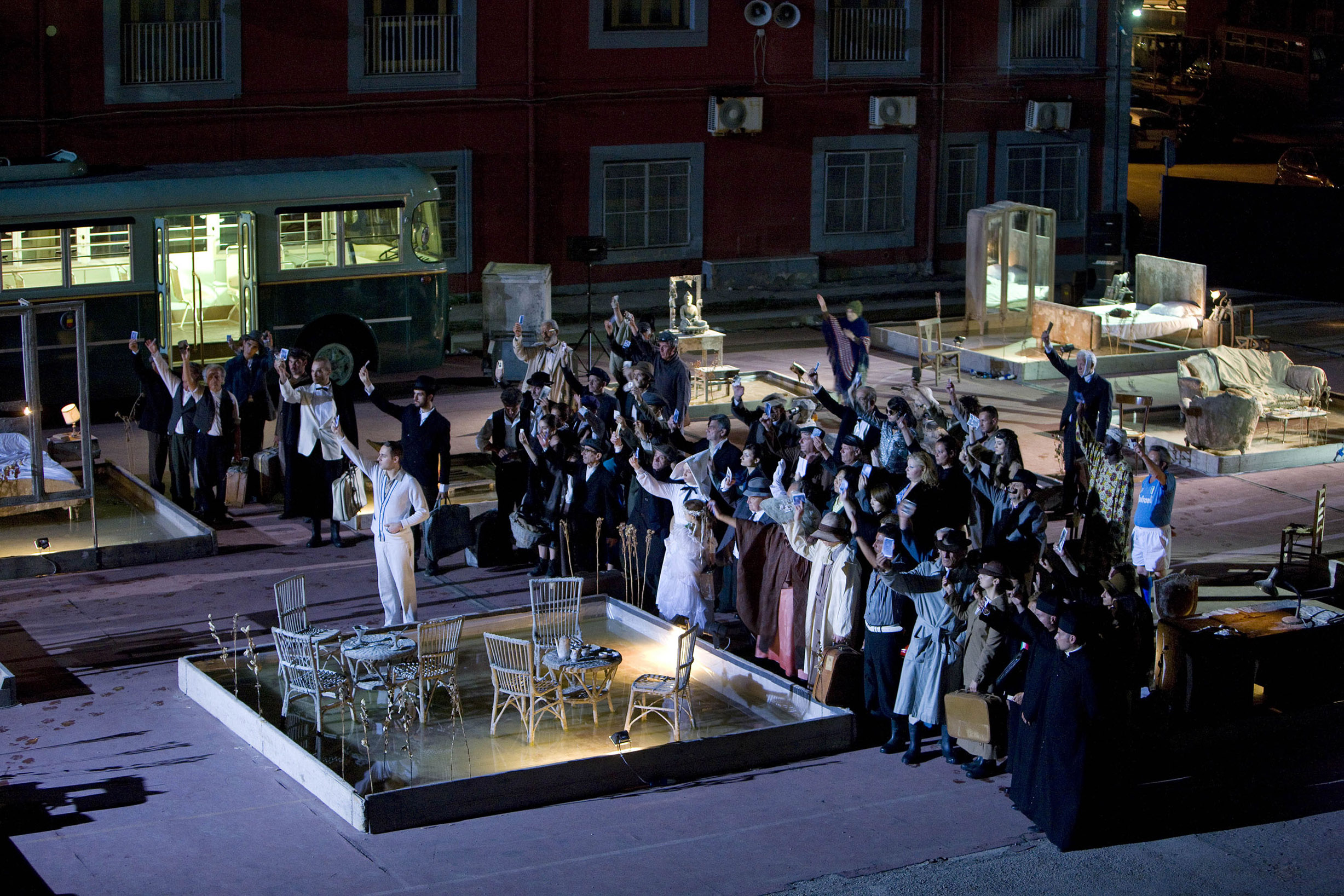
Proprio come se nulla fosse avvenuto. Natura morta per la Darsena Acton di Napoli di Roberto Andò, messo in scena alla Darsena Acton

- Chie-chan e io da un romanzo di Banana Yoshimoto adattamento di Giorgio Amitrano regia Carmelo Rifici produzione Napoli Teatro Festival Italia e Mercadante Teatro Stabile di Napoli
- Lei. Cinque storie per Casanova di Paola Capriolo, Benedetta Cibrario, Carla Menaldo, Maria Luisa Spaziani, Mariolina Venezia progetto e regia Luca De Fusco coproduzione Napoli Teatro Festival Italia e Teatro Stabile del Veneto
- A causa mia di Antonio Vladimir Marino, Antonio Marfella, Luciano Saltarelli, Francesco Saponaro regia Francesco Saponaro produzione Teatri Uniti in coproduzione con Napoli Teatro Festival Italia, Mercadante Teatro Stabile di Napoli e Teatro Stabile d'Abruzzo
- P.O.M.P.E.I. 1° scavo: Poco Ortodossi Maldestri Piccoli e Inutili coreografia Caterina Sagna drammaturgia Roberto Fratini Serafide produzione Napoli Teatro Festival Italia e Compagnia Caterina Sagna/Association, Next in coproduzione con Théâtre de Garonne (Toulouse), Théâtre de la Ville-Paris, Festival d'Automne, Théâtre de la Bastille de Paris, Théâtre de l'agora (Evry) (Francia)
- Viaggio, naufragio e nozze di Ferdinando principe di Napoli regia Carlo Presotto produzione Napoli Teatro Festival Italia in coproduzione con La Piccionaia I Carrara in collaborazione con I Teatrini, Accademia Perduta Romagna Teatri, Viva Opera Circus, Teatro del Piccione, Ca' Luogo d'Arte, Fondazione TRG Onlus – Allievi Piccola Accademia del Teatro Ragazzi, La Baracca – Testoni ragazzi, Teatro degli Accettella
- Don Juan, el burlador de Sevilla di Tirso de Molina regia Emilio Hernández collaborazione Napoli Teatro Festival Italia e Festival de Almagro (Spagna) produzione Ayuntamiento de Sevilla, Sociedad Estatal de Conmemoraciones Culturales (Spagna) in collaborazione con INAEM - Ministerio de Cultura (Spagna)
- De entre la luna y los hombres coreografia Fuensanta “La Moneta” regia Hansel Cereza produzione Teatro de la Zambra in collaborazione con INAEM - Ministerio de Cultura (Spagna)
- Another Sleepy Dusty Delta Day testo, scenografia e direzione Jan Fabre coreografia Jan Fabre e Ivana Jozic performer Ivana Jozic produzione Troubleyn/Jan Fabre (Belgio) in coproduzione con Festival d'Avignon (Francia), Philadelphia Live Arts Festival (USA), Napoli Teatro Festival Italia in collaborazione con Aldo Miguel Grompone, Zagreb Youth Theatre & Theatre Festival (Croazia)
- Lo Vommaro a duello di Roberto De Simone regia Roberto De Simone con 'Ciro Damiano e Angela Pagano'produzione Napoli Teatro Festival Italia in coproduzione con Teatro di San Carlo
- Temple di Natalie Hennedige regia Natalie Hennedige coproduzione Napoli Teatro Festival Italia e Singapore Arts Festival (Singapore)

### Stagione 2009

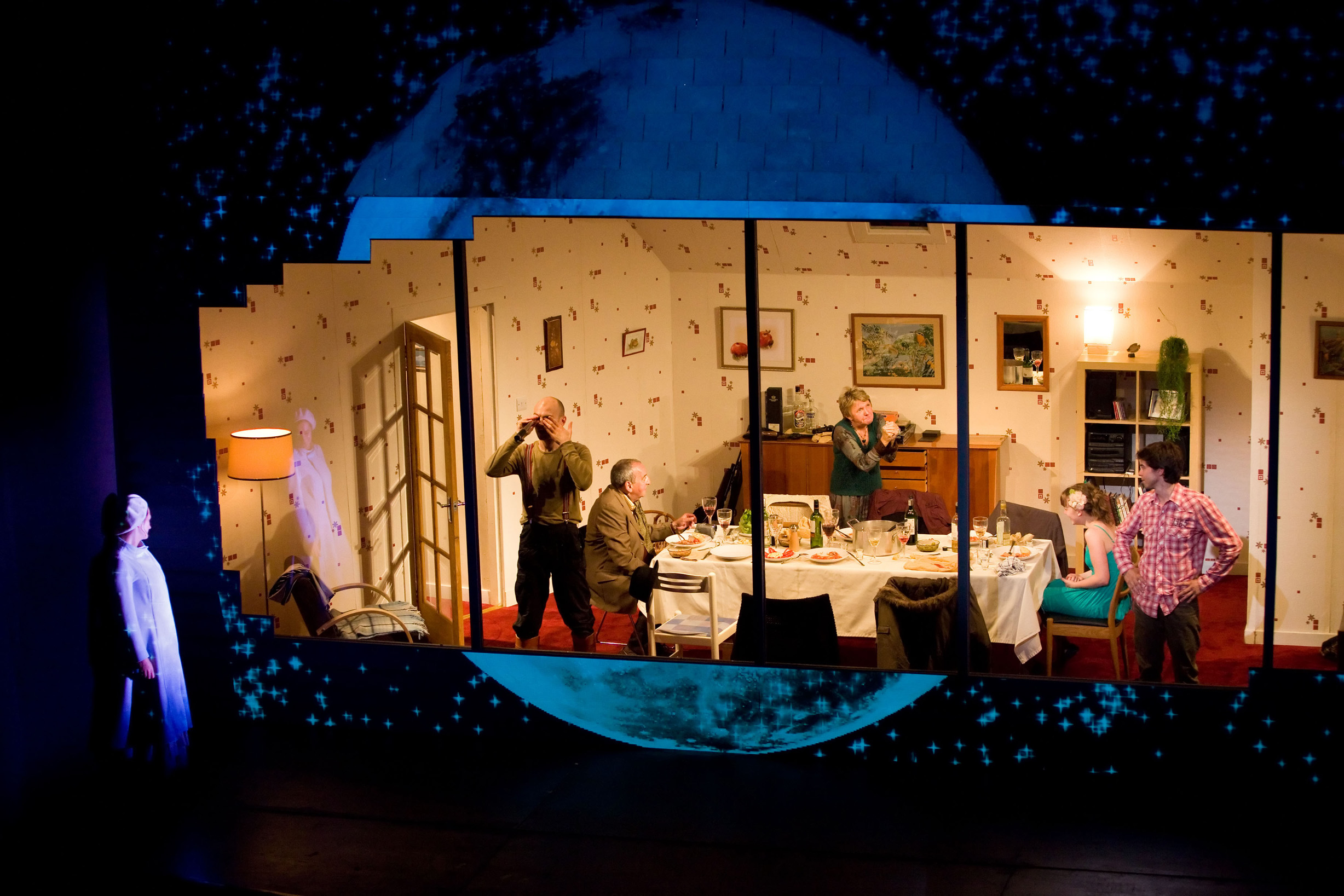
Interiors di Matthew Lenton Produzione Napoli Teatro Festival Italia e Mercadante Teatro stabile di Napoli

- Pièce noire testo e regia Enzo Moscato produzione Napoli Teatro Festival Italia, Mercadante Teatro Stabile di Napoli in coproduzione con Compagnia Teatrale Enzo Moscato in collaborazione con Benevento Città Spettacolo
- L'Européenne  testo e regia David Lescot produzione Napoli Teatro Festival Italia, Théâtre de la Ville - Paris in coproduzione con La Comédie de Reims - Cdn, Théâtre de l'Union – Centre Dramatique National du Limousin, TnBA – Théâtre National de Bordeaux en Aquitaine, La Compagnie du Kaïros
- Le città visibili di Chay Yew regia Giorgio Barberio Corsetti produzione Napoli Teatro Festival Italia, Singapore Arts Festival, Fattore K
- Working For Paradise. Berlin Napoli 2009. Heiner Müller. un progetto a cura di Peter Kammerer, Klaudia Ruschkowski, Wolfgang Storch laboratorio teatrale a cura di Matthias Langhoff produzione Napoli Teatro Festival Italia, Internationale Heiner Müller Gesellschaft in collaborazione con Kulturforum der Rosa Luxemburg Stiftung, Vereinigte Dienstleistungsgewerkschaft Ver.Di, Kunst und Kulturamt Lichtenberg Von Berlin
- Monaciello ideazione e regia Andy Arnold produzione Napoli Teatro Festival Italia in coproduzione con Tron Theatre
- Interiors ideazione e regia Matthew Lenton produzione Napoli Teatro Festival Italia, Mercadante Teatro Stabile di Napoli in coproduzione con Vanishing Point, Traverse Theatre in collaborazione con Lyric Hammersmith, Tron Theatre con il sostegno di National Theatre Studio una creazione di Vanishing Point

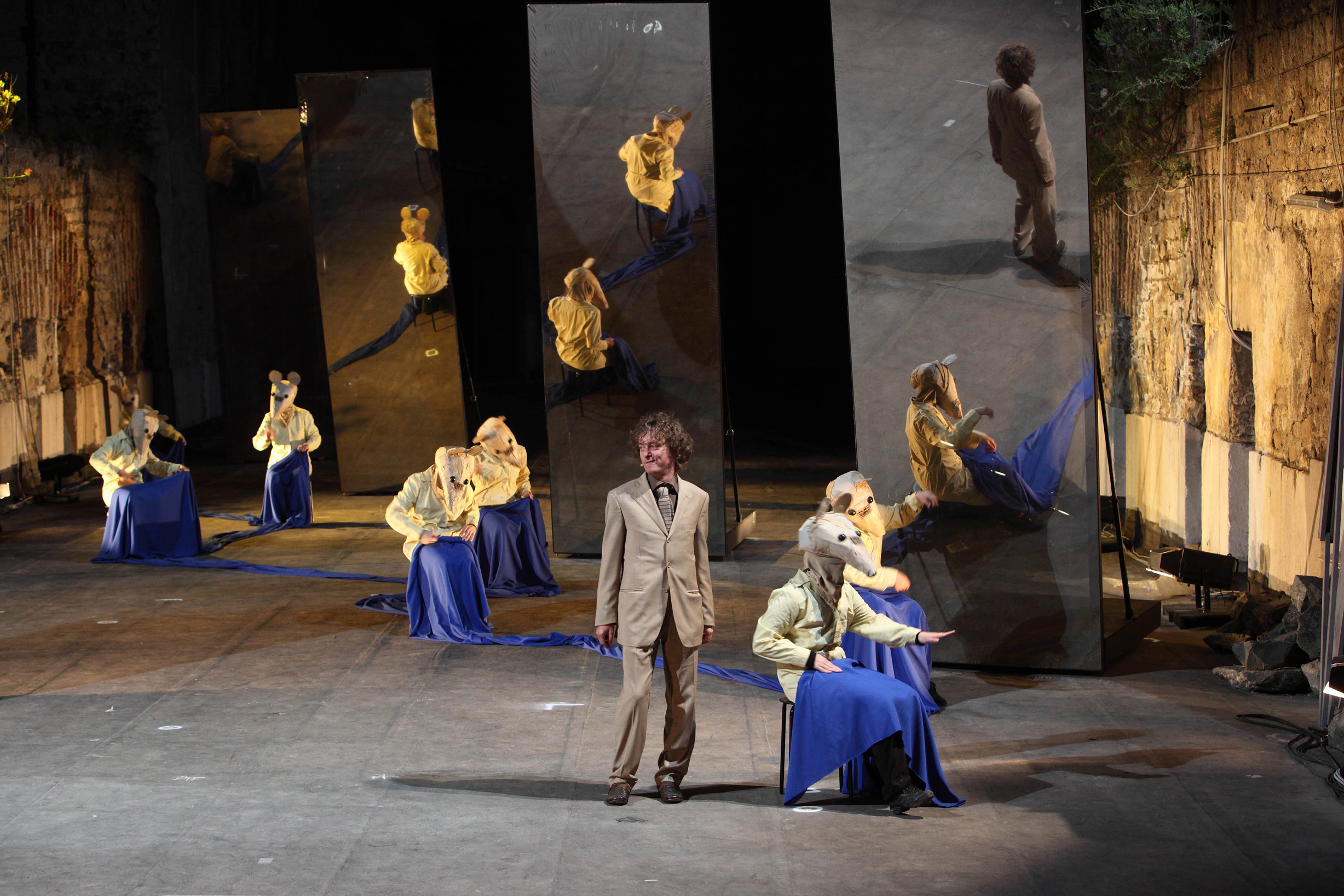
Le città visibili di Chay Yew regia Giorgio Barberio Corsetti produzione Napoli Teatro Festival Italia, Singapore Arts Festival, Fattore K (Italia, Singapore)

- Parole per la Terra coordinamento artistico Carlo Presotto uno spettacolo a cura di La Piccionaia - I Carrara, Teatro Stabile di Innovazione, Babilonia Teatri, Kismet Teatro, Dancing Brick, Ca' Luogo d'Arte, Calone & Laieta, Compagnia Viartisti, Teatro degli Accettella produzione Napoli Teatro Festival Italia in coproduzione con Festival della Scienza
- Canto e scanto ovvero San Gennaro Superstar di Mariano Bauduin e Mimmo Napolitano produzione Napoli Teatro Festival Italia
- La Trilogia della Villeggiatura di Carlo Goldoni riscrittura Letizia Russo, Antonio Latella regia Antonio Latella produzione Schauspiel Köln riallestimento commissionato da Napoli Teatro Festival Italia
- Napoli. Primo passo nelle città di sotto di Muta Imago produzione Napoli Teatro Festival Italia
- ROOF a live movie / Napoli ideazione e regia Rodrigo Pardo produzione Napoli Teatro Festival Italia
- Alberi adagiati sulla luce di Adunis regia Franco Scaldati produzione Napoli Teatro Festival Italia in coproduzione con Associazione Compagnia di Franco Scaldati
- Journeys of Love and More Love di motiroti regia Ali Zaidi produzione Napoli Teatro Festival Italia in coproduzione con motiroti

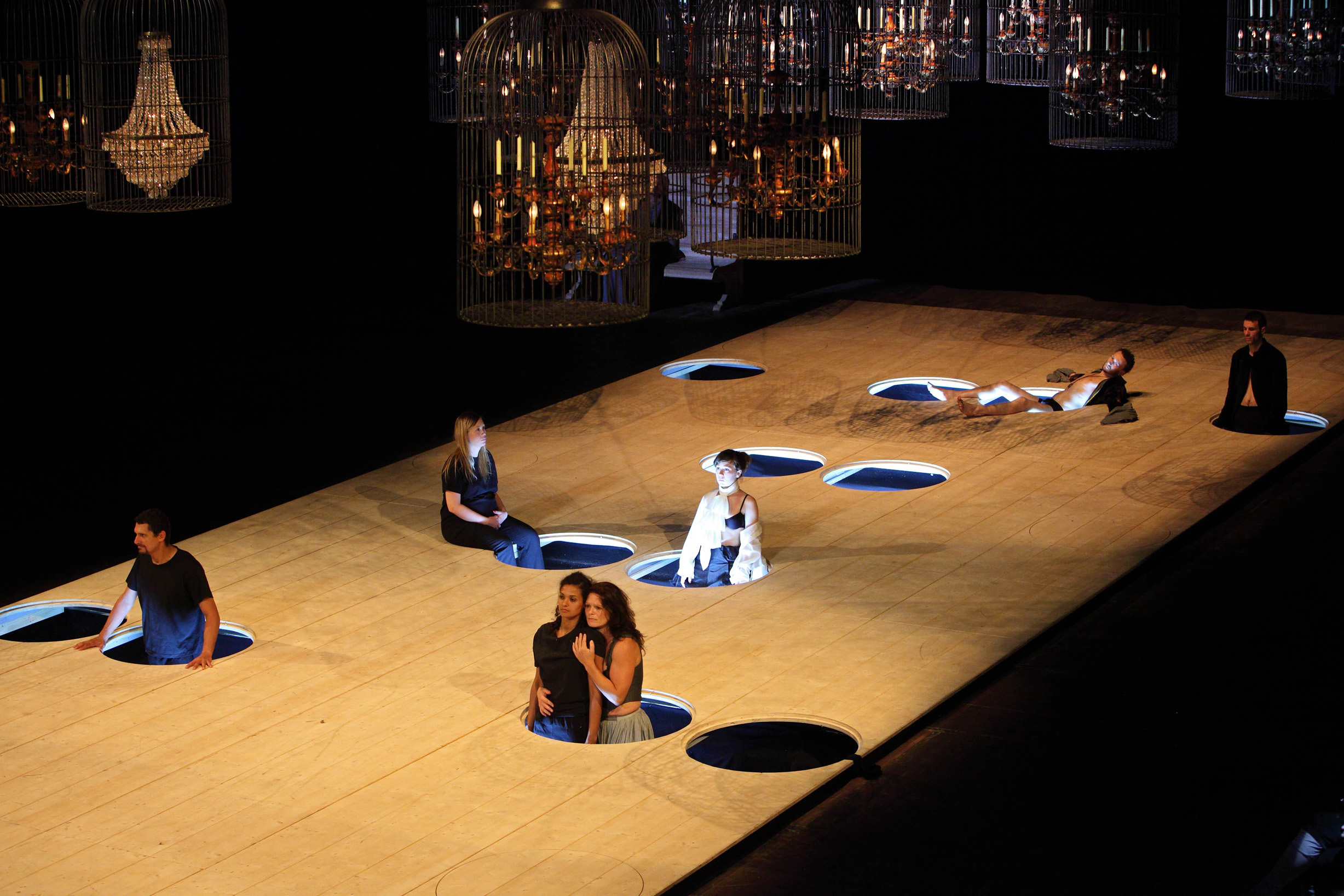
Trilogia della Villeggiatura di Carlo Goldoni adattamento Letizia Russo, Antonio Latella regia di Antonio Latella produzione Schauspiel Koln riallestimento commissionato da Napoli Teatro Festival Italia Prima nazionale

- Made in Naples' coreografia Karole Armitage produzione Napoli Teatro Festival Italia in coproduzione con Armitage Foundation New York
- 1003 (mille e tre) mise en espace Lukas Hemleb produzione Napoli Teatro Festival Italia
- L'apocalisse rimandata ovvero Benvenuta catastrofe di Dario Fo e Franca Rame regia Giulio Cavalli coproduzione Napoli Teatro Festival Italia, Bottega dei Mestieri Teatrali in collaborazione con Next, Regione Lombardia
- Fedra da Euripide, Seneca, Racine adattamento e regia Miguel Narros coproduzione Napoli Teatro Festival Italia, Producciones Faraute, Macandé, Festival de Merida
- Lo Sposalizio di Raffaele Viviani regia Laura Angiulli coproduzione Napoli Teatro Festival Italia, Galleria Toledo
- Gramsci a Turi di Antonio Tarantino (drammaturgo) regia Daniele Salvo coproduzione Napoli Teatro Festival Italia, Fahrenheit 451 Teatro
- Elisabetta e Limone da Juan Rodolfo Wilcock regia Sergio Longobardi coproduzione Napoli Teatro Festival Italia, Società Anonima Teatri, Carteblanche / Volterrateatro, Teatro Comunale di Casalmaggiore
- Riesenbutzbach. Eine Dauerkolonie di Christoph Marthaler e Anna Viebrock produzione Wiener Festwochen in coproduzione con Napoli Teatro Festival Italia, Athens Festival, Festival d'Avignon, International Theatre Festival Wroclaw, Theater Chur, Festival/Tokyo
- La Partenope di Leonardo Vinci regia Gustavo Tambascio direzione d'orchestra Antonio Florio coproduzione Napoli Teatro Festival Italia, INAEM - Istituto Nacional de las Artés Escénicas y de la Música, Centro di Musica Antica Pietà dei Turchini

### Stagione 2010
- Lipsynch, regia di Robert Lepage, produzione di Ex machina e Théâtre sans frontières
- Romeo and Juliet di William Shakespeare, regia di Alexander Zeldin, Compagnia Teatrale Europea, produzione del Napoli Teatro Festival Italia
- Football, Football di Haris Pasovic, produzione del Napoli Teatro Festival Italia
- Devo partire domani, videoinstallazione su Teorema di Pier Paolo Pasolini, regia di Ming Wong a cura di Tang Fu Kuen, produzione del Napoli Teatro Festival Italia
- Bizarra, di Rafael Spregelburd, traduzione e regia di Manuela Cherubini, produzione del Napoli Teatro Festival Italia
- El Diego - Concerto n. 10, musica d'autore per goal e orchestra, regia video di Carlo Alvino, musiche di Roberto De Simone, produzione del Napoli Teatro Festival Italia
- Öper Öpis, regia di Zimmermann & De Perrot
- ME (Mobile/Evolution), coreografia e produzione di Claire Cunningham
- L'attesa a cura di Mario Fortunato, produzione Napoli Teatro Festival Italia
- GuruGuru di Ant Hampton in collaborazione con Joji KoYama e Isambard Khroustaliov, produzione Arts Agenda in coproduzione con Napoli Teatro Festival Italia
- Les adieux di Arianna Giorgia Bonazzi, produzione CSS Teatro Stabile d'innovazione del Friuli Venezia Giulia in coproduzione con Napoli Teatro Festival Italia
- Delitto e castigo (Dostoevskij ai Quartieri Spagnoli), da Fëdor Dostoevskij di Gaetano Ventriglia e Silvia Garbuggino, produzione Napoli Teatro Festival Italia
- Brat (Fratello) cantieri per un'opera rom da John Gay, ideazione e regia di Salvatore Tramacere, produzione Cantieri teatrali Koreja - Centar Za Kulturu Smederevo, con il sostegno del Teatro Pubblico Pugliese
- Nuits de pleine lune regia Patrick Palmero, produzione Napoli Teatro Festival Italia in coproduzione con Association des rencontres internazionales artistiques (A.R.I.A.)
- Le tigre bleu de l'Euphrate di Laurent Gaudé, regia di Michel Didym, produzione Napoli Teatro Festival Italia in coproduzione con Théâtre de la Ville - Paris, Théâtre ouvert - Paris Le Volcan - Scéne nationale du Havre - Compagnie Boomerang
- Frankenstein da Mary Shelley, drammaturgia e regia Gustavo Tambascio, produzione Come y Calla in coproduzione con Teatros del Canal
- Napoli non si misura con la mente di Manlio Santanelli, coproduzione Napoli Teatro Festival Italia - Raitrade - Rai palco e retropalco
- Pergolesi, d'intorno concerto dell’Orchestra del Teatro di San Carlo, produzione Fondazione Teatro di San Carlo
- El avaro, adattamento dal testo di Molière, di Jorge Lavelli e José Ramón Fernández, ideazione e regia di Jorge Lavelli, coproduzione Gallardo Producciones S.A. - Centro Andaluz de Teatro - Teatro Calderón de Valladolid

### Stagione 2017
L’edizione 2017 segna per il Napoli Teatro Festival Italia un traguardo importante, ovvero il decimo anniversario, ma soprattutto l’occasione per rigenerarsi, aprendosi a più ampi orizzonti. Complice la nuova direzione artistica dello scrittore, drammaturgo e regista Ruggero Cappuccio.
Un viaggio intorno alle culture teatrali non solo napoletane e italiane, ma mondiali: ecco lo slancio della decima edizione. Un percorso ricco ed articolato, che nel 2017 prende una nuova forma. L’inedita ripartizione in sezioni: Italiani, Internazionali, Danza, Musica, Cinema, Letteratura e Mostre; una rassegna chiamata SportOpera che racconta il tema della competizione e un Osservatorio come spazio di visibilità per compagnie giovani.
Da segnalare in particolare è la sezione Laboratori, molto importante per la direzione di Cappuccio: luogo ideale per la formazione e la trasmissione dei saperi; una serie di opportunità imperdibili (aperte ad attori e drammaturghi) per crescere artisticamente e sperimentare senza perdere di vista la tradizione.
L'edizione 2017 accoglie i tre debutti internazionali di Jan Fabre, Angelica Liddell e Dimitris Papaioannou. La sezione Cinema, realizzata in collaborazione con Festivaletteratura di Mantova, presenta film mai distribuiti in Italia su grandi personalità della letteratura come Wislawa Szymborska e Cesare Pavese. L’offerta del Festival si arricchisce anche grazie a una mostra di costumi, Costumi da Star, dedicata a cinema, teatro e lirica, nella suggestiva cornice di Villa Pignatelli.
Obiettivo del Napoli Teatro Festival Italia 2017 è la riunificazione dei linguaggi espressivi: l’artista Mimmo Paladino firma catalogo e materiali promozionali, che diventano oggetti d’arte oltre che informativi.
Tra i progetti speciali: le provocazioni di “Attori in vetrina”; il Teatro Bellini di Napoli trasformato nel Globe elisabettiano per il ciclo GLOB(E) AL SHAKESPEARE; un Anfiteatro Urbano di Periferia a San Giovanni a Teduccio.
Una programmazione aperta e plurale; un calendario fitto e variegato che accolga diverse forme di arte ed espressione, culture e tendenze; un terreno di scambio che sia palestra, per la formazione e la crescita; una kermesse trasversale che favorisca un'ampia partecipazione di pubblico. Tutto questo è il Napoli Teatro Festival Italia 2017.